# Дрок германский
Дрок германский (лат. Genista germanica) — многолетний кустарник семейства Бобовых, произрастающее в сосновых и широколиственных лесах Европы и европейской части России, кроме северных и южных районов.

## Ботаническое описание
Дрок германский — это невысокий (до 60 см в высоту и 120 см в диаметре) кустарник с прямыми опушенными ветвями и сидячими, до 2 см длиной густоопушенными снизу листьями ланцетовидной формы. Их края имеют реснитчатое опушение, а у основания — зелёные колючки. 
Почти каждый побег заканчивается золотисто-жёлтым колосовидным соцветием до 5 см длиной. Цветёт с начала июня до конца июля, иногда — до первой половины августа. 

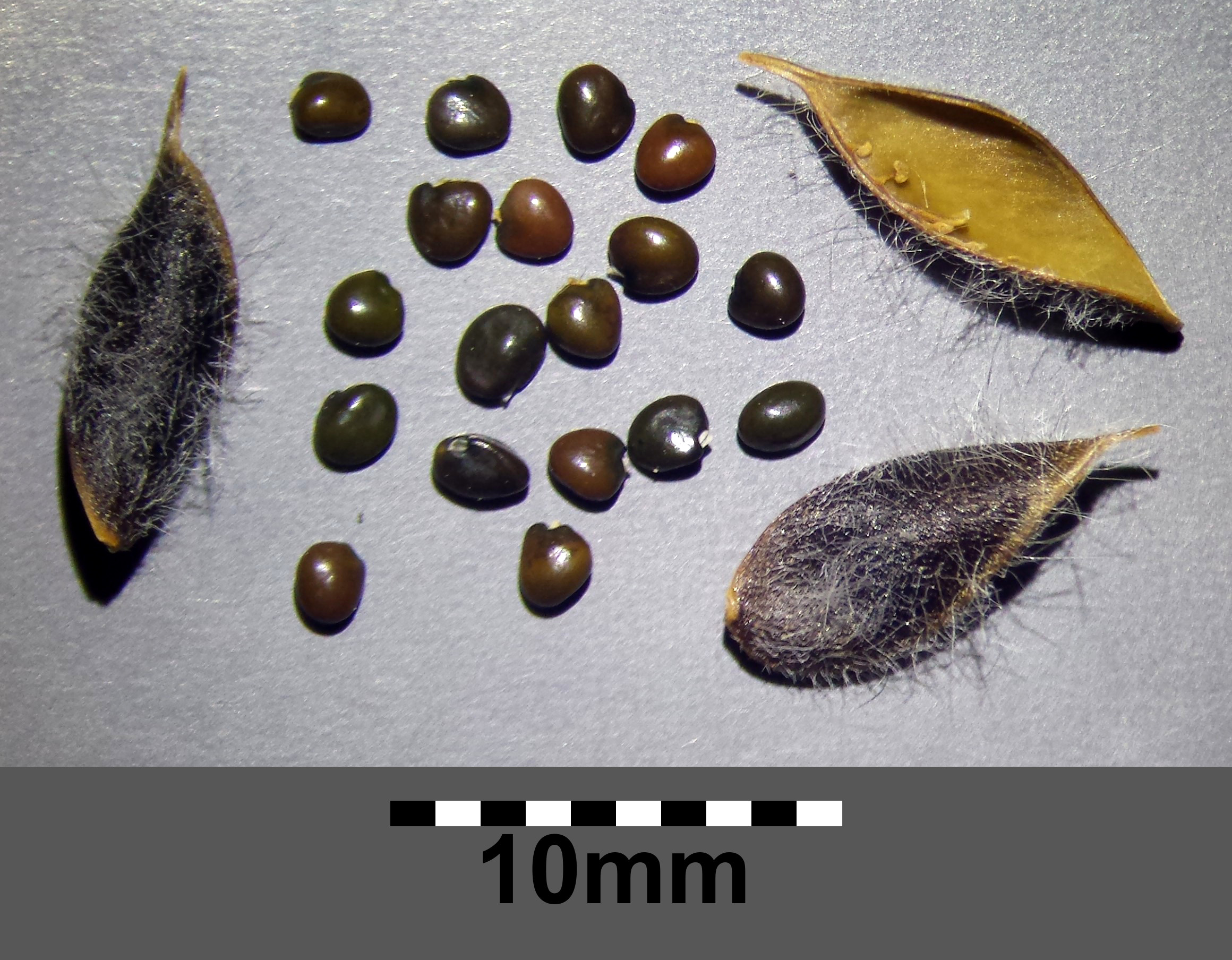
Плоды, покрытые волосками, и семена Дрока германского

Плоды бобовидные, продолговатые, длиной 8–12 мм и шириной 4–5 мм, мохнато-волосистые. Созревают в начале октября, причём их созревание происходит параллельно с ростом побегов, который продолжается до наступления заморозков; поэтому побеги одревесневают лишь на 25—75 % и ежегодно обмерзают, однако куст снова восстанавливается и цветет.

## Экология
Растёт в сухих сосновых лесах на дюнах и песчаных гривах вдоль современных и древних долин крупных рек, на склонах междюнных понижений, по опушкам и среди кустарников, на осветлённых местах в борах по краям заболоченных понижений. Предпочитает песчаную почву.
Обычно встречается единичными особями или небольшими группами, местами образует довольно многочисленные популяции.